# Вольная борьба на летних Олимпийских играх 1928 — до 79 кг

Соревнования по вольной борьбе в рамках Олимпийских игр 1928 года в среднем весе (до 79 килограммов) прошли в Антверпене с 30 июля по 1 августа 1928 года в Power Sports Building. 
Для участия в соревнованиях заявились 14 спортсменов из 9 стран. От каждой страны мог принять участие лишь один представитель, поэтому бельгиец Аппель, швейцарцы Молле и Эшлиманн, американцы Скотт и Рул в соревнованиях не участвовали; таким образом титул разыгрывался между 9 борцами. 
Как таковых фаворитов не было, поскольку крупных международных соревнований в вольной борьбе с олимпийских игр 1924 года не проводилось. Все борцы, за исключением Вильхо Пеккалы, бронзового призёра предыдущей олимпиады, были совершенно неизвестны. Чемпионом стал швейцарец Эрнст Кибурц, который единственный из призёров игр в этой категории отметился ещё раз на международной арене, став чемпионом Европы 1931 года. Дональд Стоктон, участник предыдущих и последующих игр, стал вторым. Этому способствовало то, что от схватки за второе место отказался второй финалист, американец Ральф Хаммондс. Отказ привёл к последствиям не только для Хаммондса: по сетке турнира за второе место он был объявлен проигравшим, и выбыл в турнир за третье место. А это в свою очередь, привело к тому, что Пеккала и ван дер Хертен, проигравшие Хаммондсу в предварительных встречах, лишились права на борьбу за третье место. Эта ситуация иллюстрирует серьёзный изъян турнирной системы Бергваля — для того, чтобы все честно реализовали своё право на то или иное место в турнире, необходимо было чтобы выигравшие продолжали турнир. Хаммодс также отказался от участия в борьбе за третье место, таким образом, из претендентов на бронзовую медаль остались лишь южноафриканец Прег и британец Сэм Рабин. Но Прег тоже не стал участвовать в борьбе за «бронзу», и в результате третье место было отдано Рабину — принявшему участие всего в одной встрече в ходе турнира и проигравшему в ней.

## Призовые места
- Эрнст Кибурц
- Дональд Стоктон
- Сэмюель Рабин

## Турнир за первое место
В левой колонке — победители встреч. Мелким шрифтом набраны те проигравшие, которых победители «тащат» за собой по турнирной таблице, с указанием турнира (небольшой медалью), право на участие в котором имеется у проигравшего. 

### Первый круг
| Участник 1             | Участник 2 |
| ---------------------- | ---------- |
| Эрнст Кибурц Т. Болгер | Том Болгер |

### Четвертьфинал
| Участник 1                      | Участник 2         |
| ------------------------------- | ------------------ |
| Эрнст Кибурц Т. Болгер, А. Прег | Антон Прег         |
| Дональд Стоктон С. Рабин        | Сэмюель Рабин      |
| Ральф Хаммондс Л.вд Хертен      | Луи ван дер Хертен |
| Вильхо Пеккала А. Даниэль       | Анри Даниэль       |

### Полуфинал
| Участник 1                                           | Участник 2      |
| ---------------------------------------------------- | --------------- |
| Эрнст Кибурц Т. Болгер, А. Прег, Д. Стоктон С. Рабин | Дональд Стоктон |
| Ральф Хаммондс Л.вд Хертен, В. Пеккала А. Даниэль    | Вильхо Пеккала  |

### Финал
| Участник 1                                                                                            | Участник 2     |
| --- | -------------- |
| Эрнст Кибурц Т. Болгер, А. Прег, Д. Стоктон, Р. Хаммондс С. Рабин, Л.вд Хертен, В. Пеккала А. Даниэль | Ральф Хаммондс |

## Турнир за второе место

### Встреча 1
| Участник 1 | Участник 2 |
| ---------- | ---------- |
| Антон Прег | Том Болгер |

### Встреча 2
| Участник 1              | Участник 2 |
| ----------------------- | ---------- |
| Дональд Стоктон А. Прег | Антон Прег |

Ральф Хаммондс в турнире за второе место не участвовал. 

## Турнир за третье место
Турнир за третье место не состоялся. В результате того, что Ральф Хаммондс отказался принимать участие в турнире за второе место, он автоматически приобрёл право участия в турнире за третье место, и это, в свою очередь, отправило за черту потенциальных бронзовых призёров Луи ван дер Хертена и Вильхо Пеккала. Хаммондс не участвовал в турнире и за третье место; также с соревнований снялся и Антон Прег. В итоге бронзовая медаль была вручена Сэмюелю Рабину.